# Myxinikela siroka
La missinichela (Myxinikela siroka) è un vertebrato estinto, imparentato con le attuali missine. Visse nel Carbonifero superiore (circa 318 - 310 milioni di anni fa) e i suoi resti fossili sono stati ritrovati in Nordamerica.

## Descrizione
Questo animale, lungo circa 6 centimetri, era vagamente simile alle missine attuali, ma possedeva un corpo più corto e tozzo; Myxinikela possedeva pinna anale, dorsale e caudale unite in un'unica struttura (anche se forse la pinna anale e quella caudale erano separate), e un corpo del tutto simile a quello delle missine attuali. Al contrario delle forme attuali, erano presenti piccoli occhi funzionali. L'unico esemplare ritrovato è conservato sul lato, e permette di distinguere alcune macchie che costituivano probabilmente tessuti molli, come tracce di organi: una grossa macchia nera potrebbe essere un organo digerente. Si sono conservati anche strutture simili ai tentacoli presenti nelle missine attuali. Mancava il caratteristico apparato costituito da dentelli cornei nella bocca, ma ciò potrebbe essere dovuto a condizioni tafonomiche.
La morfologia e la posizione di alcuni tratti anatomici di Myxinikela, come la posizione delle aperture branchiali e dei tentacoli, indicano che si tratta di un esemplare giovanile. È possibile dunque che nella fase adulta Myxinikela somigliasse ancora di più alle missine attuali. Tuttavia, è possibile che questo esemplare fosse un adulto con caratteristiche basali.

## Classificazione
Myxinikela siroka venne descritto per la prima volta da Bardack nel 1991, sulla base di un unico esemplare fossile ritrovato nel famoso giacimento di Mazon Creek, in Illinois. Già i primi studi misero in luce le parentele di Myxinikela con le attuali missine, studi confermati in seguito grazie ad analisi cladistiche (Gabbott et al., 2016). La presenza di occhi dotati di pigmento indicano che gli occhi delle missine attuali sono in una condizione atrofizzata e non una condizione originaria. La scoperta di occhi con pigmento in Myxinikela e in antiche lamprede (come Mayomyzon) suggerisce che l'antenato comune dei vertebrati possedeva occhi complessi almeno come quelli delle lamprede attuali. 